# Ida von Boxberg

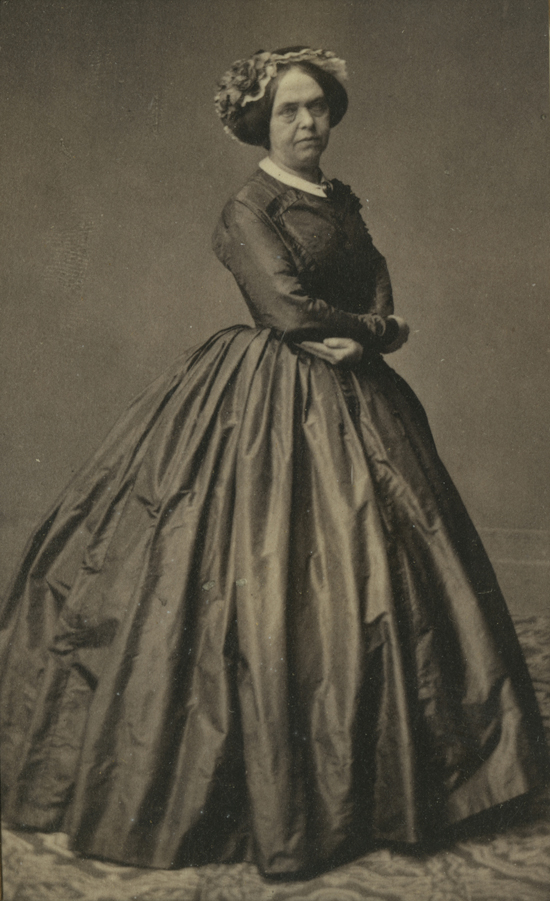
Ida von Boxberg

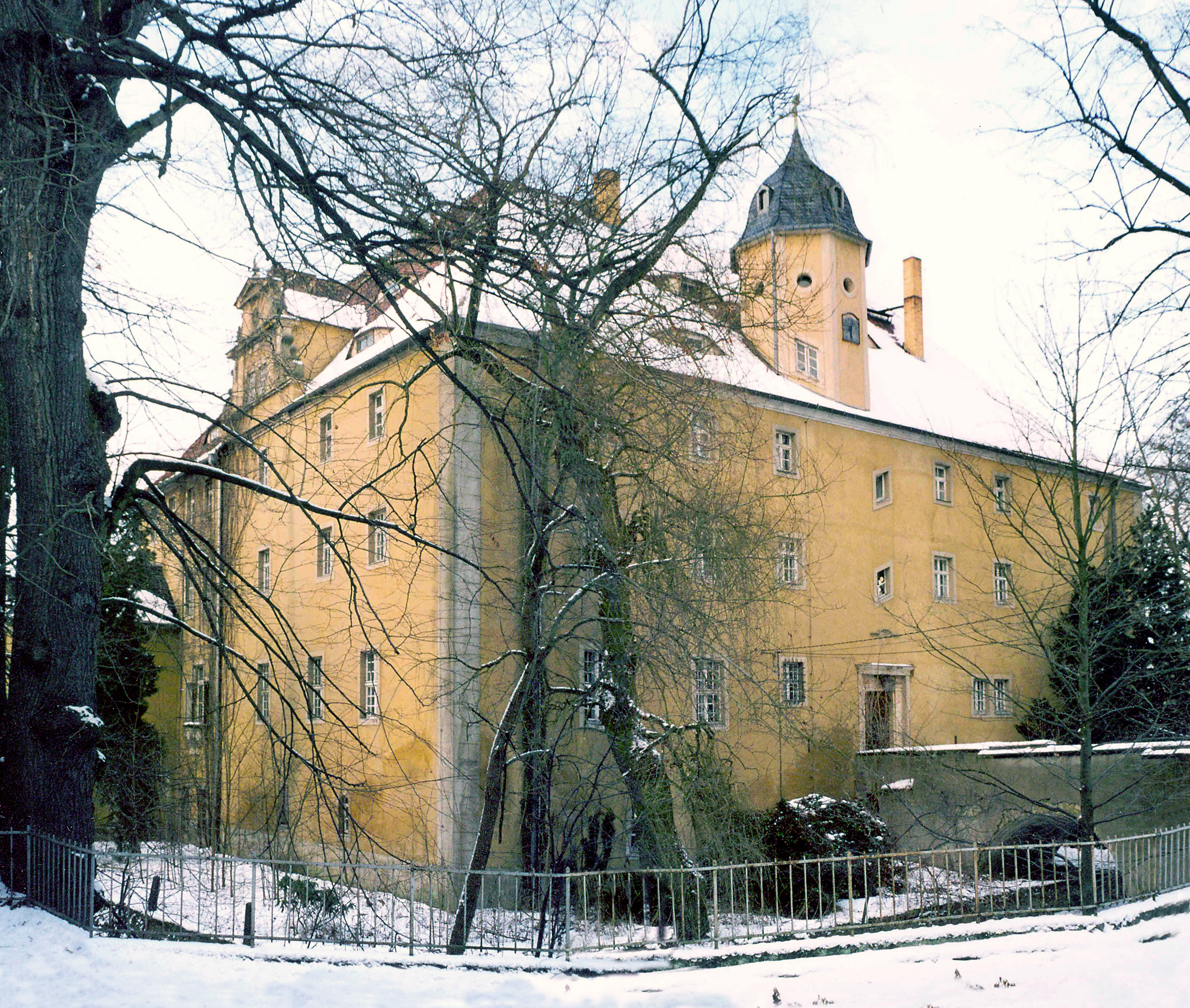
Wasserschloss Zschorna (nördlich von Radeburg), wo Ida von Boxberg ihre letzten Lebensjahre verbrachte

Ida Wilhelmina von Boxberg (* 23. August 1806 in Jüterbog; † 1. November 1893 in Zschorna bei Radeburg) war eine deutsche Amateur-Archäologin und die erste Archäologin Sachsens, die viele Jahrzehnte in Frankreich lebte und wirkte und somit den Austausch von archäologischen Informationen zwischen den beiden Ländern förderte.

## Leben
Ida von Boxberg wurde als fünftes von neun Kindern des Premierleutnants und Adjutanten des Chursächsischen Löwe’schen Infanterie-Regiments Karl Gottlob von Boxberg (1769–1825) und seiner Frau Henriette Wilhelmine Sichart von Sichartshoff (1774–1851) geboren. Nachdem ihr Vater nach Dresden versetzt worden war, verbrachte Ida dort ihre Kindheit und Jugend. Die Stellung ihrer Familie ermöglichte ihr eine breite, humanistische Ausbildung. Schon früh erlernte sie die französische Sprache und bereiste mehrmals Frankreich. 1837 lernte sie die Familie des Henri Marquis de La Rochelambert (1789–1863) kennen und freundete sich mit der Marquise an, der Appollonie de La Rochelambert (1802–1893), geborene de Bruge-Montgommery. Diese stellte 1839 Ida als Gouvernante für ihre drei Töchter (Apollonie (1825–1904), Clotilde (1829–1884) und Staouélie (1832–1911)) an, worauf Ida zu der Familie La Rochelambert nach Frankreich zog und sich dort in den verschiedenen Residenzen der Familie aufhielt: in Paris, auf Schloss La Rochelambert bei Saint-Paulien (Haute-Loire), auf Schloss Thévalles in Chémeré-le-Roi (Mayenne) und auf dem Schloss von Saint-Priest-de-Gimel (Corrèze). Auch nach der Verheiratung der jüngsten Tochter 1853 und während des Deutsch-Französischen Kriegs blieb sie der Familie La Rochelambert freundschaftlich verbunden und durfte weiterhin bei ihr wohnen und arbeiten.
Während ihrer Zeit in Frankreich besuchte Ida von Boxberg immer wieder Deutschland, bis sie 1883 endgültig in ihre Heimat nach Sachsen zurückkehrte und zu ihrer Schwägerin Oswine von Boxberg auf das Wasserschloss Zschorna zog, welches ihr Bruder Friedrich August im Jahre 1852 gekauft hatte.
Ida von Boxberg starb unverheiratet am 1. November 1893 im Alter von 87 Jahren in Zschorna. Sie wurde am 4. November 1893 im Familiengrab auf dem Friedhof der evangelischen Kirche im Nachbarort Dobra beigesetzt.

## Schaffen

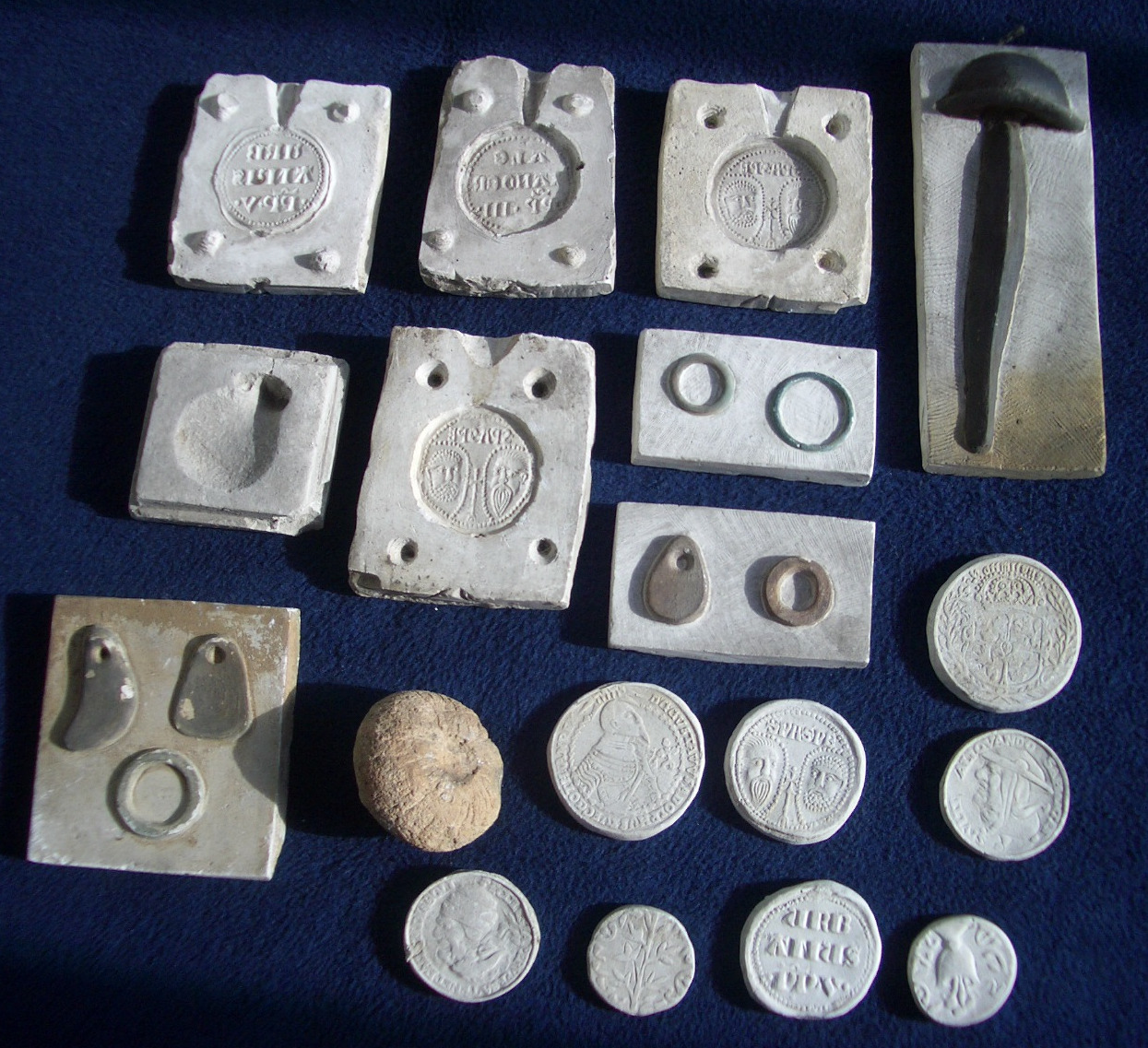
Gipsabgüsse und -formen aus der Sammlung von A. Witting

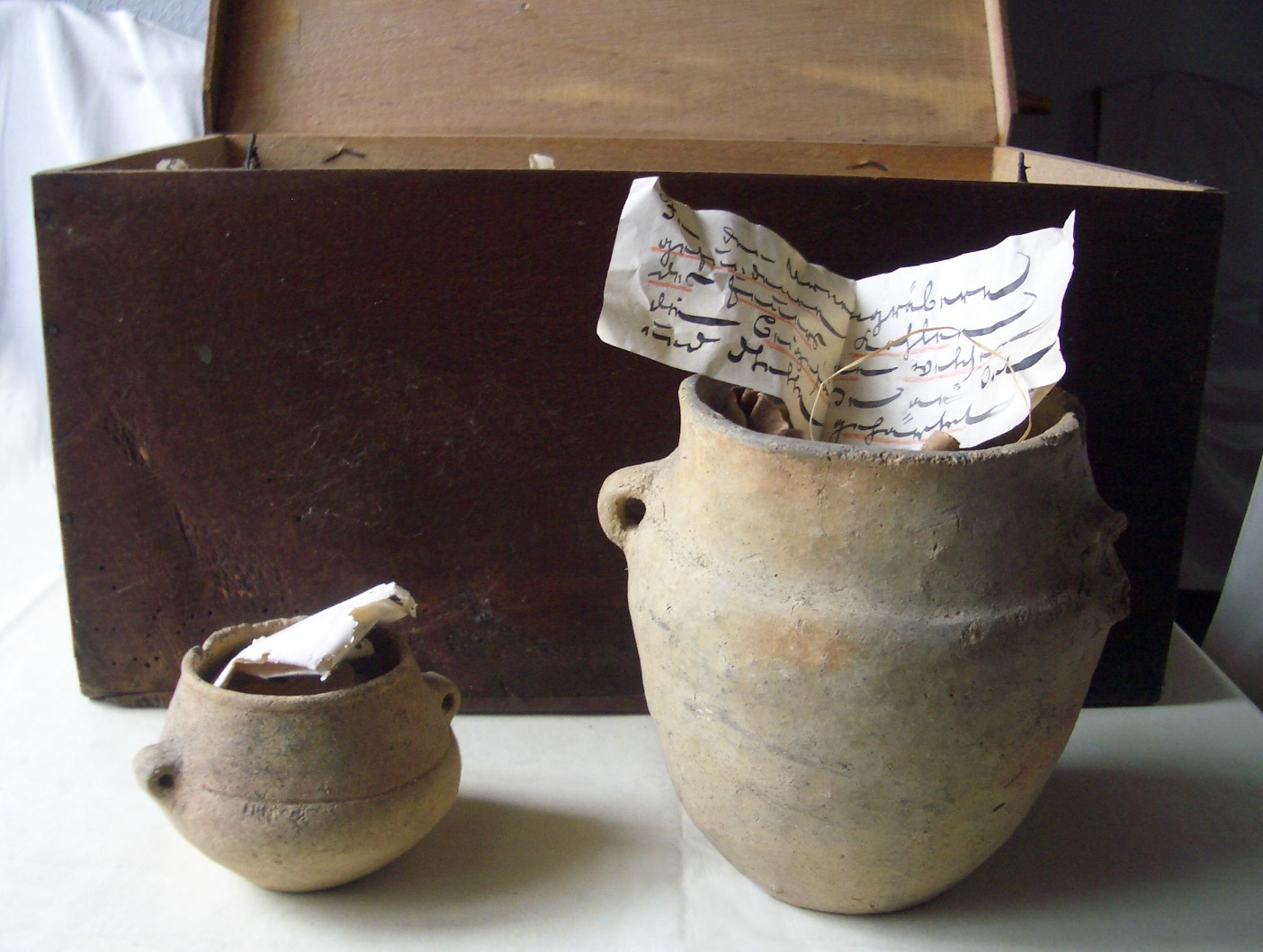
Tongefäße mit handschriftlichen Fundinformationen aus der Sammlung A. Witting

Ida von Boxberg beschäftigte sich zuerst mit Kunst, der Aquarell- und Glasmalerei und Modellieren. Erst später widmete sie sich autodidaktisch der prähistorischen Erforschung der Umgebung ihres jeweiligen Wohnsitzes, wobei sie eine ausgeprägte Sammelleidenschaft entwickelte. Ihre Funde illustrierte sie sorgfältig und dokumentierte sie in einer sehr charakteristischen Handschrift. Ida von Boxbergs langfristige Aufenthalte in adligen französischen Häusern, ihre Kontakte zu den Protagonisten der jungen Wissenschaft der Paläontologie in Frankreich, ihre bei Ausgrabungen gewonnenen Fachkenntnisse und Briefkontakte zu namhaften Wissenschaftlern ihrer Zeit in ganz Europa ermöglichten einen regen Austausch von Informationen.
Ihre ersten Ausgrabungen führte sie mit ihrem Bruder Friedrich August zwischen 1858 und 1860 auf dem Gelände von Schloss Zschorna durch.
Am 29. Juni 1870 wurde Ida von Boxberg als Mitglied in die Naturwissenschaftliche Gesellschaft ISIS Dresden aufgenommen und engagierte sich in der erst im Vorjahr gegründeten Section für Vorhistorische Forschungen. Am 31. Mai 1877 wurde sie von der ISIS mit der Ehrenmitgliedschaft geehrt. Für die ISIS veranstaltete Ida von Boxberg verschiedene Exkursionen in die nähere Umgebung von Dresden, hielt Vorträge, veröffentlichte Abhandlungen zu archäologischen Themen, stiftete Fundstücke von ihren Expeditionen (oder Abgüsse derselben) und Literatur über Urgeschichte für die Bibliothek der ISIS. Die Übereignung solcher Literatur in ihren späteren Lebensjahren zeigt, dass Ida von Boxberg die wichtigsten Monographien zu diesen Themen aus der zweiten Hälfte des 19. Jahrhunderts in ihrer Privatbibliothek gesammelt hatte.
Schon im ersten Jahr ihrer Mitgliedschaft berichtete der Leiter der Section Mineralogie und Geologie, Professor Dr. Geinitz, über Versteinerungen aus einer Kreideablagerung in der Nähe von Angers (Maine-et-Loire), welche Ida von Boxberg dem Königlichen Mineralogischen Museum in Dresden übergeben hatte. Eine besondere, bis dahin unbekannte Palmenholz-Versteinerung wurde daraufhin sogar nach ihr benannt: Palmacites Boxbergae.
1871 übergab Ida von Boxberg dem Königlichen Mineralogischen Museum ihre Funde aus den Brunnengräbern von Troussepoil (nahe Le Bernard) im Vendée, über die sie schon im Jahr zuvor an die ISIS berichtet hatte.
Zwischen 1873 und 1874 führte sie prähistorische Untersuchungen in der Cave à Rochefort ‚Höhle von Rochefort‘ und in der Cave à la Chèvre ‚Ziegenhöhle‘ im Tal der Erve durch. Die geographischen Gegebenheiten dokumentierte sie in detaillierten Aquarellen: Flussverlauf, Gebäude, Höhleneingänge und Fundorte. Heute sind diese Höhlen Teil des Höhlensystems Grottes de Saulges ‚Höhlen von Saulges‘. Eine weitere Höhle Cave à Thévalles, in der Nähe vom Schloss Thévalles, war 1882 Ziel der Forschungen von Ida.
1873 wurde Ida von Boxberg als Mitglied in die renommierte Deutsche Gesellschaft für Anthropologie, Ethnologie und Urgeschichte in Berlin aufgenommen.
Eine Sammlung von Fossilien und Mineralien und eine weitere, prähistorische Sammlung vermachte sie dem sächsischen König Albert im Jahr 1877, welche dieser an das Königliche Mineralogische Museum in Dresden und an das Museum für Völkerkunde zu Leipzig weitergab.
Einen Rastplatz eiszeitlicher Jäger konnte sie 1880 in einer Sandgrube nahe dem Rittergut Großwelka nachweisen. Dieses Gut war ab 1875 im Besitz von Idas Bruder Ottomar Robert von Boxberg (1811–1884). Im Westflügel des Gutshauses konnte sie eine kleine Ausstellung ihrer Fundstücke einrichten.
1883 schenkte sie dem Königlichen Münzkabinett in Dresden ihre Sammlung von Plomben, Abzeichen und Handelsmarken verschiedener Herkunft aus dem Mittelalter, die sie in der Loire bei Orléans gefunden hatte.
Auch nach ihrer Rückkehr aus Frankreich betätigte sich Ida von Boxberg weiter an prähistorischen Expeditionen: Zusammen mit Johannes Deichmüller untersuchte sie 1886 Urnengräber aus der Hallstattzeit auf dem Knochenberg bei Niederrödern und 1890 die Urnenfelder bei Freitelsdorf; in Dobra erforschte sie Urnengrabstätten aus der Jungbronzezeit und bei Tauscha ein Gräberfeld in einem Waldgebiet mit Funden aus der Späten Bronzezeit.
Ihre umfangreiche Sammlung an Fundobjekten von ihren Auslandsaufenthalten brachte Ida von Boxberg in das Schloss Zschorna mit. Neben ausgestopften Tieren, Fossilien, Mineralien und Gesteinen befanden sich darunter auch Getreide- und Gewebeproben aus den Pfahlbauten von Robenhausen am Pfäffikersee im Kanton Zürich, Trachtenbestandteile aus dem Mittelalter und der Neuzeit, steinzeitliche Artefakte aus Le Grand-Pressigny, Knochenfunde von Menschen, Pferden und Rentieren aus der Umgebung von Thévalles. Mit dem Verkauf des Schlosses Zschorna 1936 wurden ihre Bestände in die Schulsammlung von Würschnitz (bei Thiendorf) übernommen. 1967 übernahm das Landesmuseum für Vorgeschichte in Dresden die Sammlungen. In dem Museum von Le Puy (in dessen Nähe das Schloss der Familie La Rochelambert liegt) werden Steinbeile und Aufzeichnungen von Ida von Boxberg aufbewahrt. 2008 übergab die Enkelin des Dresdener Mathematikers Alexander Witting eine große Anzahl von Fundstücken an das Museum: Ihr Großvater war selbst Mitglied der ISIS und nahm an Grabungen teil; die Keramikgefäße und -fragmente, Knochen, Gipsabgüsse und -formen archäologischer Funde sowie Steinwerkzeuge und Mineralien waren mit der markanten Schrift von Ida von Boxberg etikettiert und sind von ihr oder zumindest unter ihrer Aufsicht gesammelt worden. Andere Objekte aus ihren umfangreichen Sammlungen befinden sich in französischem und deutschem Privatbesitz. Ein vollständiges Inventar ihrer Funde konnte bisher nicht erstellt werden.
Aus den vorhandenen Artefakten ist zu schließen, dass Ida von Boxberg weitere Forschungen in Sachsen unternommen hat: Es existieren Funde aus den Kiesgruben von Großwelka und Kleinwelka, Grabinventare aus Kleinsaubernitz und Gesteine aus Zöblitz und Oberhäslich.

## Veröffentlichungen
- Die Brunnengräber von Troussepoil im Département de la Vendée. Die Celtische Venus und die Brunnengräber der Vendée. In: Carl Bley (Hrsg.): Sitzungs-Berichte der naturwissenschaftlichen Gesellschaft ISIS in Dresden. Jahrgang 1871. Hermann Schöpff, Dresden 1872 (Deutsche Digitale Bibliothek [abgerufen am 14. Dezember 2021] Dritte Sitzung der Section für vorhistorische Archäologie am 10. August 1871).
- Das keltische Mondbild. In: Carl Bley (Hrsg.): Sitzungs-Berichte der naturwissenschaftlichen Gesellschaft ISIS in Dresden. Jahrgang 1871. Hermann Schöpff, Dresden 1872, S. 211 (Deutsche Digitale Bibliothek [abgerufen am 14. Dezember 2021] Fünfte Sitzung der Section für vorhistorische Archäologie am 14. Dezember 1871).
- Les sépultures ovoides oder die Vonnes von Beaugency (Loiret). Im Vergleich zu den Brunnengräbern von Troussepoil (Vendée). In: Carl Bley (Hrsg.): Sitzungs-Berichte der naturwissenschaftlichen Gesellschaft ISIS in Dresden. Jahrgang 1872. Hermann Schöpff, Dresden 1873 (Deutsche Digitale Bibliothek [abgerufen am 14. Dezember 2021] Vierte Sitzung der Section für vorhistorische Archäologie am 10. November 1872).
- Fortsetzung der Ausgrabung der Höhle Rochefort. In: Carl Bley (Hrsg.): Sitzungs-Berichte der naturwissenschaftlichen Gesellschaft ISIS in Dresden. Jahrgang 1874. Burdach’sche Hofbuchhandlung, Dresden 1875, S. 146–149 (Deutsche Digitale Bibliothek [abgerufen am 14. Dezember 2021] Dritte Sitzung der Section für vorhistorische Archäologie am 6. August 1874, Schreiben vom 24. Juli 1874).
- Ueber Niederlassungen aus der Renthierzeit im Mayenne-Département. In: Carl Bley (Hrsg.): Sitzungs-Berichte der naturwissenschaftlichen Gesellschaft ISIS in Dresden. Jahrgang 1877. Burdach’sche Hofbuchhandlung, Dresden 1878, S. 1–5 (Deutsche Digitale Bibliothek [abgerufen am 14. Dezember 2021] Erste Sitzung der Section für vorhistorische Forschung am 1. Februar 1877).
- Ueber Ausgrabungen in den Höhlen des Ervethales, Dep. Mayenne, Frankreich. In: Sitzungs-Berichte und Abhandlungen der naturwissenschaftlichen Gesellschaft ISIS in Dresden. Jahrgang 1882. Warnatz & Lehmann, Dresden 1883, S. 27–28 (archive.org [abgerufen am 16. Dezember 2021] Zweite Sitzung der Section für vorhistorische Forschungen am 2. März 1883).
- Funde bei dem Opfersteine des alten Mahles von Tauscha bei Radeburg. In: Sitzungs-Berichte und Abhandlungen der naturwissenschaftlichen Gesellschaft ISIS in Dresden. Jahrgang 1885. Warnatz & Lehmann, Dresden 1886, S. 38–39 (archive.org [abgerufen am 16. Dezember 2021] Zweite Sitzung der Section für praehistorische Forschungen am 9. April 1885).
- Ausgrabungen  auf  dem  Urnenfelde  von  Dobra  bei Radeburg. In: Sitzungs-Berichte und Abhandlungen der naturwissenschaftlichen Gesellschaft ISIS in Dresden. Jahrgang 1885. Warnatz & Lehmann, Dresden 1886, S. 42–43 (archive.org [abgerufen am 16. Dezember 2021] Vierte Sitzung der Section für praehistorische Forschungen am 10. December 1885).